# کیتی پری: بخشی از من
کیتی پری: بخشی از من (به انگلیسی: Katy Perry: Part of Me) (با عنوان تبلیغاتی کتی پری: بخشی از من سه‌بعدی (به انگلیسی: Katy Perry: Part of Me 3D))، یک فیلم مستند سه‌بعدی در بارهٔ زندگی کیتی پری خوانندهٔ پاپ آمریکایی است که نگاهی به زندگی روزمرهٔ او می‌اندازد. فیلم در ایالات متحده، کانادا، بریتانیا و ایرلند در تاریخ ۵ ژوئیه ۲۰۱۲ منتشر شد.
ادل ،روبی رز ،جسی جی ،کشا ،کارلی ری جپسن ،بریتنی اسپیرز ،جاستین بیبر و ریانا از جمله افرادی هستند که در این مستند حضور دارند.

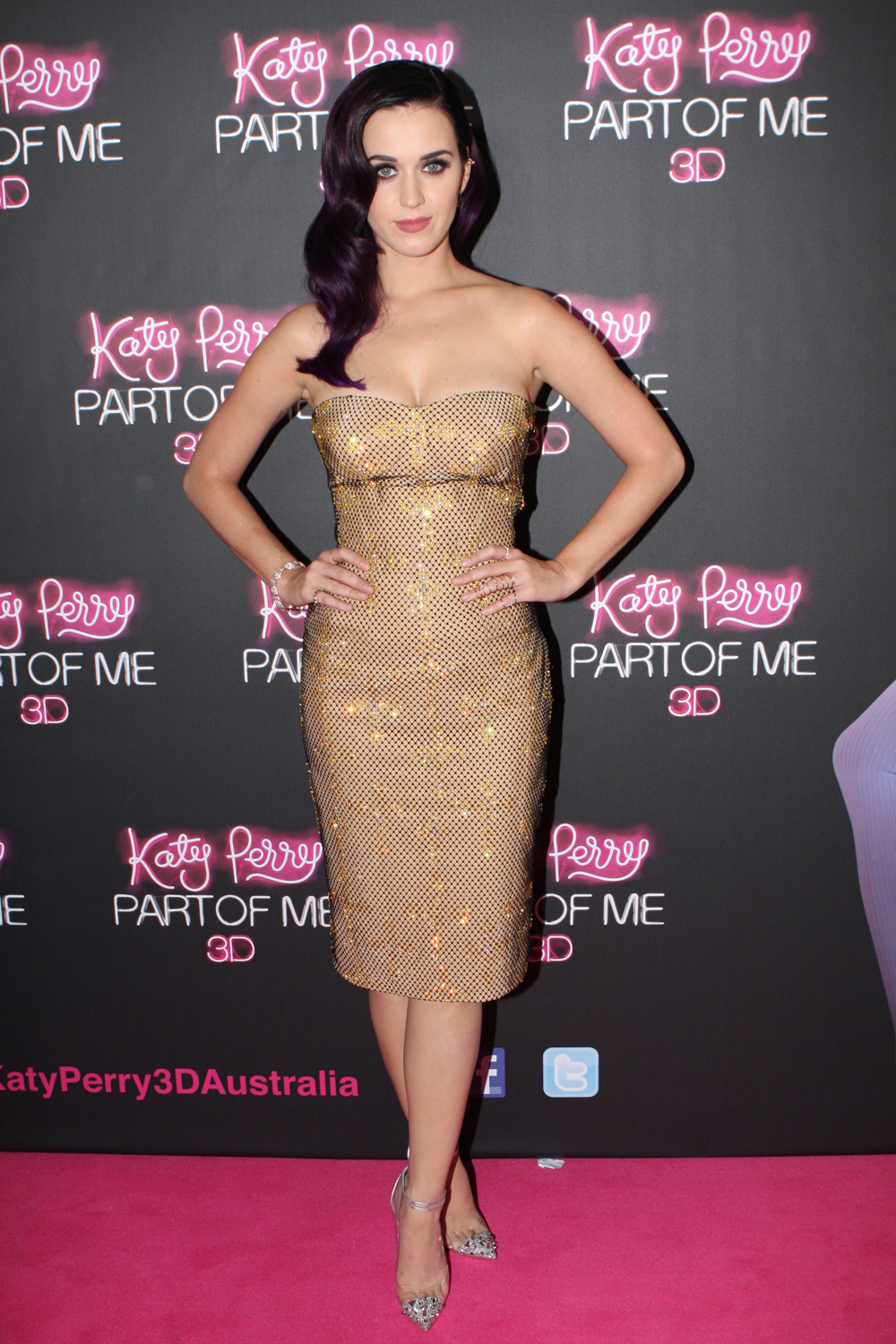
نمایش افتتاحیه استرالیا

## جوایز
این فیلم نامزد و برنده جایزه انتخاب فیلم تابستانی در زمینه کمدی/موسیقی در سال ۲۰۱۲ شد.